# Vital Brazil
Vital Brasil Mineiro da Campanha (Campanha, 28 de abril de 1865 – Rio de Janeiro, 8 de maio de 1950) foi um médico cientista, imunologista e pesquisador biomédico brasileiro de renome internacional.

## Vida e obra
Filho de Manuel dos Santos Pereira Junior e de Maria Carolina Pereira de Magalhães, foi casado em primeiras núpcias com sua prima em segundo grau, Maria da Conceição Filipina de Magalhães. Viúvo da primeira, casou-se, então, com Dinah Carneiro Vianna. Pelo ramo de sua mãe – os Pereiras de Magalhães – Vital tinha consanguinidade com o mártir da Inconfidência Mineira, Joaquim José da Silva Xavier, o Tiradentes, e era, ainda, sobrinho neto materno do professor major Joaquim Leonel Pereira de Magalhães, que era, igualmente, avô paterno da primeira mulher de Vital – Maria da Conceição Filipina de Magalhães. 
Vital Brazil estudou medicina na Faculdade de Medicina do Rio de Janeiro, em meio a grandes dificuldades financeiras, vindo a formar-se com brilhantismo em 1891. Retornando a São Paulo, clinicou em várias cidades do interior do Estado. Nessa época, presenciou a morte de várias pessoas, principalmente lavradores, vítimas de picadas de serpentes.
Como médico sanitarista, participou das brigadas de combate à febre amarela e à peste bubônica em várias cidades no Estado de São Paulo. Coincidentemente, algumas décadas mais tarde, seu primo Adhemar Paoliello, igualmente formado pela Faculdade de Medicina do Rio de Janeiro, dedicar-se-ia, também como sanitarista, ao mesmo ideal de combater a febre amarela e a peste bubônica no Brasil e no exterior.
Além do seu trabalho como médico, Vital Brazil também criou uma das primeiras escolas do Brasil que alfabetizavam crianças de dia e adultos à noite. Desenvolveu materiais de informação, especialmente voltados para a população do campo, sobre como se proteger das cobras e outros animais peçonhentos. Criou uma caixa de madeira, barata e segura, para que os fazendeiros pudessem capturar as cobras; firmou convênios com as estradas de ferro, para transportá-las, pois eram essenciais à fabricação do soro.
A convite do governo estadual, Vital Brazil ingressou, em 1897, no Instituto Bacteriológico do Estado de São Paulo, dirigido por Adolfo Lutz. Foi então que tiveram início suas pesquisas. Trabalhou junto com Oswaldo Cruz e Emílio Ribas no combate à peste bubônica, ao tifo, à varíola e à febre amarela.

Recebeu do governo de Rodrigues Alves a Fazenda Butantan, às margens do Rio Pinheiros, em São Paulo, onde posteriormente veio a fundar e instalar o Instituto Butantan. Foi lá que desenvolveu, com escassos recursos, importantes trabalhos de pesquisa e produção de medicamentos. Os primeiros tubos de soro antipestoso começaram a ser entregues após quatro meses de trabalho.

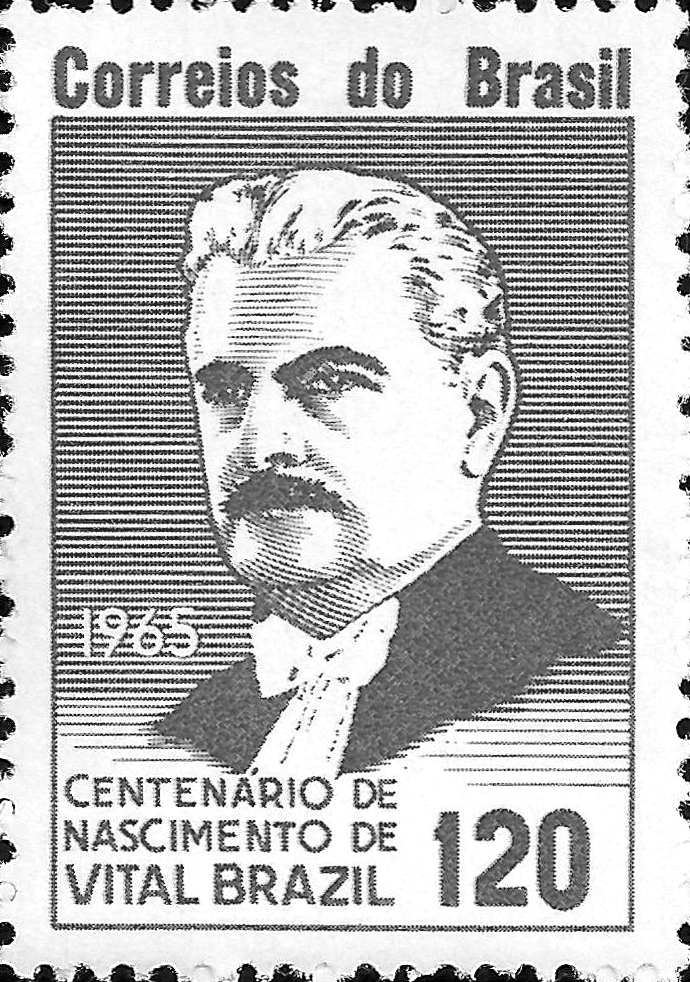
Homenageado em selo postal brasileiro em 1965

Em 1903, após intensa pesquisa logrou enunciar cientificamente o soro antiofídico, desenvolvido a partir de anticorpos produzidos no sangue dos cavalos, depois da injeção de uma pequena quantidade de veneno da própria cobra. Após este evento, outros soros foram produzidos no Instituto Butantan. Também foram produzidas vacinas contra tifo, varíola, tétano, psitacose, disenteria bacilar e BCG. As sulfuras e as penicilinas vieram mais tarde. As picadas de aranhas venenosas, escorpião e lacraias deram origem a novos soros. Frequentou por longo tempo o Instituto Pasteur. Também é o fundador do Instituto Vital Brazil, em Niterói.
Vital Brazil tornar-se-ia mundialmente conhecido pela descoberta da especificidade do soro antiofídico, do soro contra picadas de aranha, do soro antitetânico e antidiftérico e do tratamento para picada de escorpião.

## A importância da especificidade
A descoberta de Vital Brazil sobre a especificidade dos soros antipeçonhentos estabeleceu um novo conceito na imunologia, e seu trabalho sobre a dosagem dos soros antiofídicos gerou tecnologia inédita. A criação dos soros antipeçonhentos específicos e o antiofídico polivalente ofereceu à Medicina, pela primeira vez, um produto realmente eficaz no tratamento do acidente ofídico que, sem substituto, permanece salvando centenas de vidas nos últimos cem anos.
Consagrado em congresso científico nos Estados Unidos em 1915, o seu trabalho logo despertou o interesse da Europa, onde se encontrava a vanguarda da pesquisa médica da época, e lhe valeu o reconhecimento mundial. O Instituto Butantan representa um marco na ciência experimental brasileira. Desenvolvendo significativo número de pesquisas de elevado teor cientifico, educando as populações rurais na adoção do tratamento e na prevenção de acidentes ofídicos e criando aquela que foi, possivelmente, a primeira escola de alfabetização de adultos, esse Instituto desempenhou importante papel social na época e tornou-se conhecido e famoso no mundo todo.

## Instituto Butantan

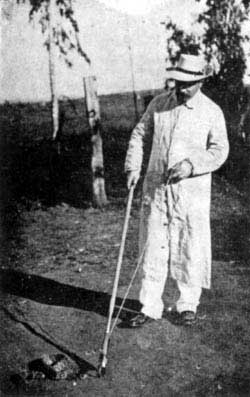
Vital Brazil em 1911

Vital Brazil foi o criador do Instituto Butantan, em São Paulo, que foi instalado em uma fazenda antiga e distante da cidade, comprada pelo governo do estado de São Paulo para que lá funcionasse um laboratório para a produção de vacinas.
O documento de compra da fazenda tem a data de 24 de dezembro de 1899. A partir desse começo precário e difícil, o Instituto cresceu rapidamente. Em 1901 já produzia os soros antipestoso e antiofídico, daí ter recebido o nome de Instituto Serunterápico do Estado de São Paulo. Em 1925, passou a se chamar Instituto Butantan.
O Instituto continua um centro de referência e excelência, em diversas áreas científicas.

## Instituto Vital Brazil
Após deixar a direção do Instituto Butantan, em 1919, Vital Brazil foi para o Rio de Janeiro. Apesar de convidado por Carlos Chagas para trabalhar em Manguinhos (renomeada FioCruz), resolveu fundar um novo laboratório, por achar que o Brasil necessitava de mais instituições científicas, onde o estudo e a pesquisa se ocupassem da solução de seus graves problemas.
Fundou, em Niterói, com o apoio do então Presidente do Estado do Rio de Janeiro, Dr. Raul de Morais Veiga, o Instituto Vital Brazil, o atual Instituto Vital Brazil S. A. (Centro de Pesquisas, Ensino, Desenvolvimento e Produção de Imunobiológicos, Medicamentos, Insumos e Tecnologia para Saúde), em julho de 1919.
As atuais instalações, considerado uma joia da arquitetura moderna, projetadas e construídas por Álvaro Vital Brazil, então com 34 anos, filho do cientista Vital Brazil, um dos grandes nomes da arquitetura moderna brasileira ao lado de Lúcio Costa e Oscar Niemeyer, inauguradas em 11 de setembro de 1943 com a presença do presidente da República, Getúlio Vargas. Ocupam uma área de 100 mil m² e edificação de 20 mil m², no bairro de Vital Brazil, na cidade de Niterói, RJ.
Sua seriedade, perseverança e dedicação fizeram deste Instituto outro importante centro de pesquisas, único por sua organização em âmbito nacional e reconhecido internacionalmente como estabelecimento científico pelos trabalhos de valor aí realizados (www.ivb.rj.gov.br).

## Família e filhos célebres
Vital Brazil constituiu família por duas vezes, a primeira em 1892, logo após sua formatura, com Maria da Conceição Philipina de Magalhães, sua prima em segundo grau, com quem teve 12 filhos, dos quais apenas nove chegaram à idade adulta. Viúvo em 1913, casou-se novamente em 1920 com Dinah Carneiro Vianna, com quem teve mais nove filhos. Dezoito filhos chegaram à idade adulta, nove do primeiro e nove do segundo casamento. Seis homens e três mulheres de cada um deles. Alguns dos filhos de Vital Brazil viraram figuras célebres, Vital Brazil Filho como médico e cientista e o arquiteto e engenheiro Álvaro Vital Brazil.
- Vital Brazil Filho dá nome à rua onde está instalada a faculdade de veterinária da UFF e ao Diretório Acadêmico, pois foi um dos fundadores da faculdade, juntamente com Américo Braga. Seria o seguidor do pai, mas morreu de septicemia, pega durante experiência em laboratório: coçou o nariz com a mão contaminada com germes e microrganismos.
- Oswaldo ganhou o nome em homenagem ao cientista Oswaldo Cruz, trabalhou ao lado do pai, mas fez carreira científica na Universidade Estadual de Campinas (Unicamp), em farmacologia, foi professor e cientista.
- Enos, médico veterinário, foi chefe da cadeira de Farmacologia da Unicamp e vice-presidente da Fundação Oswaldo Cruz no Rio de Janeiro
- Horus, médico pela Faculdade Fluminense de Medicina, onde foi aluno brilhante. Um dos fundadores da Sociedade de Psicanálise Iracy Doyle, Horus (SPID) foi professor, supervisor e analista de várias gerações de psicanalistas. Era um estudioso da teoria e da clínica, seguidor de Freud e se empenhou em difundir a psicanálise. Manteve grupos de estudo até pouco antes de morrer. Publicou muitos livros e artigos, entre eles Psicanálise Cem Anos Depois e outros ensaios e Poesias Acontecidas.
- Ícaro Vital Brazil, advogado, empresário, comandante da pioneira aviação nacional, conhecido como "Cmt Vital".
- Alvarina casou-se com Augusto Esteves, administrador e ilustrador científico do IVB e colaborador do cientista Vital Brazil. Ele impressionava pelo preciosismo: contava até as escamas das cobras para desenhá-las a cores. Foi ele também quem desenhou as embalagens, o escudo, o prédio etc. Dominava a técnica de bico-de-pena.
- Acácia é uma harpista consagrada mundialmente. Iniciou os estudos de música em harpa ainda menina.
- Vitalina também dedicou-se à música. Era pianista e fez muitas apresentações na Europa, principalmente na França.
- Álvaro formou-se em Engenharia e Arquitetura. Contemporâneo e amigo de Oscar Niemeyer, Burle Marx e Lúcio Costa, deu destaque ao Modernismo no Brasil. Construiu a atual sede do IVB e o Edifício Esther, em São Paulo, entre outros. Foi um dos grandes nomes brasileiros do estilo moderno de construir e foi homenageado em livros especializados.
- Lael “perpetua” as histórias da família Vital Brazil, a árvore genealógica e o trabalho do pai em quatro livros e discursos publicados. É aviador aposentado.
- Augusto Esteves foi um ilustrador científico. Ele deu importante contribuição ao ensino da ciência e é homenageado na USP (Universidade de São Paulo), Faculdade de Medicina.

Vital era tio do célebre empresário e mecenas das artes Oscar Americano de Caldas Filho, mais conhecido por Oscar Americano.

### Vital Brazil Mineiro da Campanha, uma genealogia brasileira
Um aspecto inusitado em sua família foi o fato de o seu pai não ter dado o próprio sobrenome aos filhos, substituindo-o por outros com características quase que exclusivamente toponímicas brasileiras. Assim, conforme relata o filho de Vital Brazil, Lael Vital Brazil, no seu livro Vital Brazil Mineiro da Campanha, uma genealogia brasileira (pp 15 e 16), as crianças foram registradas com os seguintes nomes:
- Vital Brazil Mineiro da Campanha – por ter nascido no dia de São Vital, por ser brasileiro, nascido em Minas Gerais, na cidade de Campanha;[5]
- Maria Gabriela do Vale do Sapucaí, por ter nascido no vale do rio Sapucaí;
- Iracema Ema do Vale do Sapucaí;
- Judith Parasita de Caldas, por ter nascido em Caldas;
- Acacia Sensitiva Indígena de Caldas;
- Oscar Americano de Caldas (pai de Oscar Americano);
- Fileta Camponesa de Caldas;
- Eunice Peregrina de Caldas.

## Homenagens

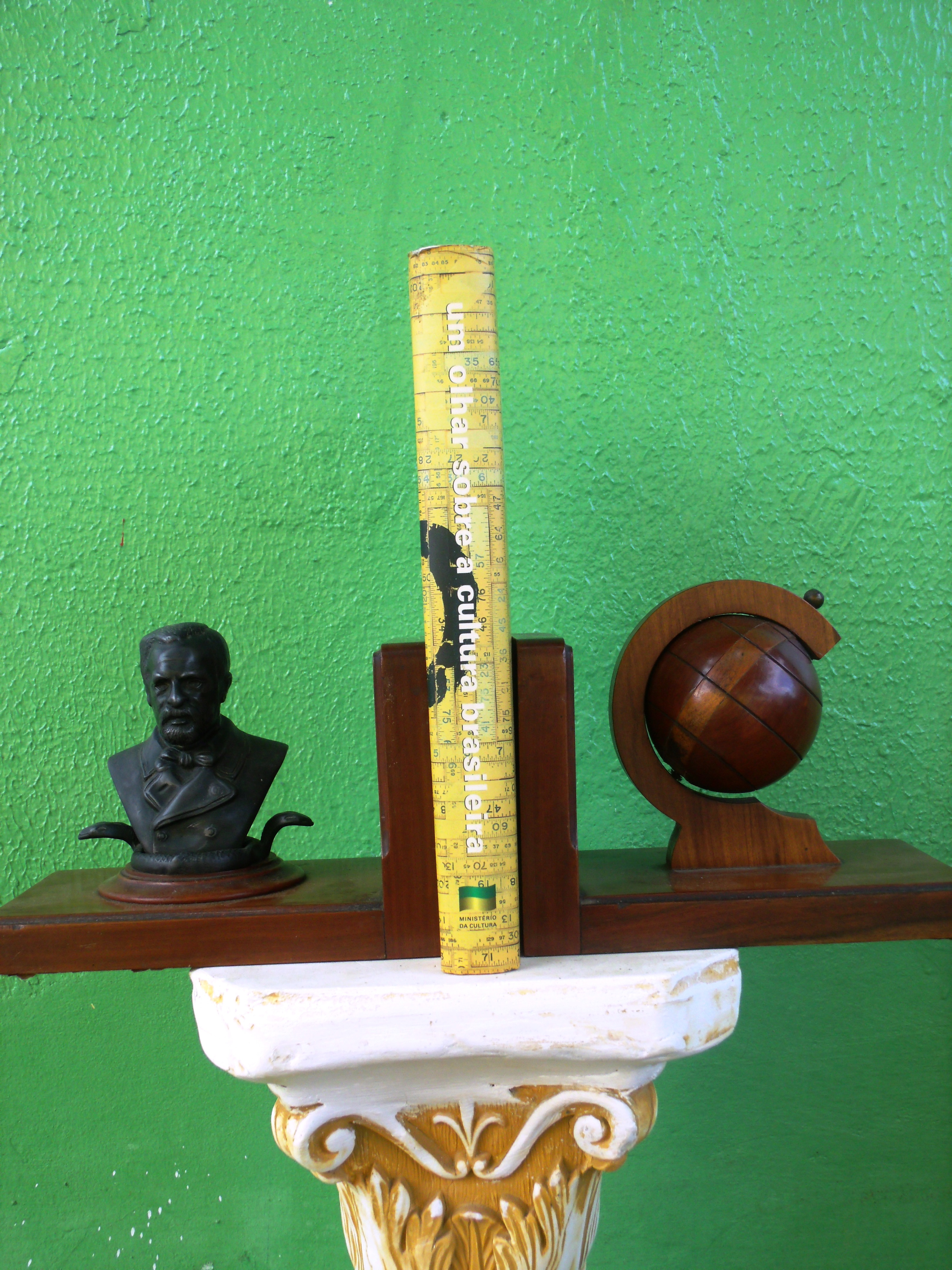
Mini busto em homenagem a Vital Brazil em um suporte para livros

- Seu nome é honrado como patrono da cadeira nº 62 da augusta "Academia de Medicina de São Paulo";
- Homenageado em cerimônia com placa comemorativa alusiva aos 120 anos da descoberta da soroterapia antiveneno no "Museu Nacional de História Natural", Paris, França, 15 de dezembro de 2014;
- Isto é – Brasileiro do Século XX – Vital Brazil foi eleito o Brasileiro do Século XX, pela Revista Isto É;
- Em 1951 os alunos da Faculdade de Medicina de Sorocaba (hoje Faculdade de Ciências Médicas e da Saúde da PUC-SP) fundaram o Centro Acadêmico Vital Brazil (CAVB), Associação Atlética Acadêmica Vital Brazil (AAAVB) e a farmácia comunitária Vital Brazil, homenageando o sanitarista;
- Hospital em São Paulo – Fundado no final de 1945 e referência nacional no atendimento a vítimas de acidentes com animais peçonhentos, o Hospital Vital Brazil funciona no Instituto Butantan, em São Paulo;
- Museu Histórico – O Instituto Butantan reproduz no seu Museu Histórico o laboratório em que trabalhava Vital Brazil, fundador do instituto. O museu foi inaugurado em 11 de junho de 1981.
- Há na cidade de São Paulo a Avenida Vital Brasil, no bairro do Butantã, zona Oeste da cidade. A avenida termina no acesso à portaria do Instituto Butantan;
- O bairro onde situa-se a sede do Instituto Vital Brazil em Niterói chama-se Vital Brazil. Uma importante avenida nesta cidade também chama-se Vital Brazil em sua homenagem;
- Na cidade de Campanha, Minas Gerais, a casa onde o cientista nasceu abriga hoje um museu, Museu Vital Brazil. Construída em 1830, com arquitetura do período colonial, telhas feitas a mão por escravos e paredes de pau-a-pique. Ali estão expostos aos visitantes pesquisas, documentos, certidões, fotografias e livros. Inauguração aconteceu em 1988, o local funciona hoje como centro divulgador dos trabalhos e da vida do cientista;
- A Casa da Moeda do Brasil expediu uma cédula no valor de Cr$ 10 000,00 (dez mil cruzeiros) cujo anverso era a efígie do cientista Vital Brazil, tendo a esquerda, gravura que representa cena clássica de extração do veneno, tarefa básica para a produção de soros, e o reverso um painel calcográfico mostrando um antigo serpentário, com destaque para a cena de cobra muçurana devorando uma jararaca;

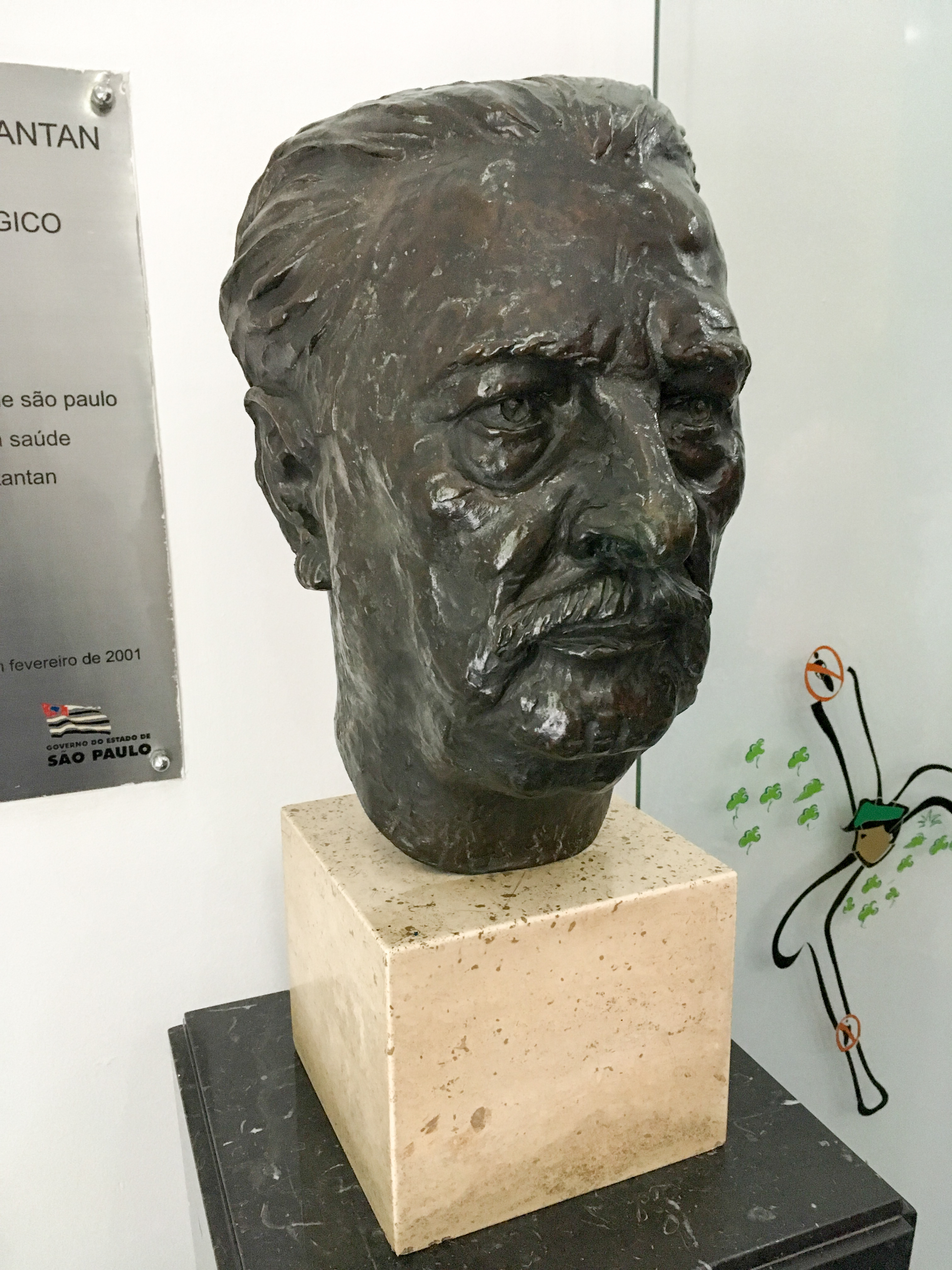
Cabeça em bronze de Vital Brazil no Instituto Butantan

- A barca "Vital Brazil" é uma das embarcações em uso pela concessionária Barcas S/A, que realiza o transporte de passageiros entre as cidades do Rio de Janeiro e Niterói;
- Pelo Projeto de Lei 1.604/2003 do Congresso Nacional do Brasil, o nome do cientista Vital Brazil entra para o Livro dos Heróis da Pátria, que se encontra no Panteão da Liberdade e da Democracia, no subsolo da Praça dos Três Poderes, em Brasília;
- Um livro biográfico sobre Vital Brazil faz parte da séria “Nomes do Brasil”, que homenageia algumas das principais personalidades do país, como Carmem Miranda e Princesa Isabel;
- Livro Escolar - Lançado pela Duna Dueto Editora (www.dunadueto.com.br), o livro Vital Brazil, de Nereide Schilaro Santa Rosa, é a primeira biografia para crianças sobre um cientista brasileiro;
- Vital Brazil dá nome à rodovia BR 267, que liga Juiz de Fora a Poços de Caldas, ambas em Minas Gerais. Com cerca de 200 Km, a estrada foi “batizada” em 1965 (centenário de nascimento do cientista) pelo Presidente da República, Castelo Branco;
- Rua Vital Brazil no Zoológico do Rio de Janeiro – A rua escolhida para homenagear o cientista é uma das maiores e mais importantes do Zôo. Na esquina do ponto mais visitado do Parque;
- Colégio Vital Brazil – O Colégio Albert Sabin, SP, abriu uma nova filial e elegeu o cientista Vital Brazil como patrono do colégio por compartilhar de valores como respeito ao conhecimento, ao ambiente acadêmico e ao ser humano. Há em Campanha, sua terra natal, um colégio estadual que também leva o nome de Colégio Vital Brazil;
- Bairro Vital Brazil – Recebeu como homenagem o nome de um bairro em Mauá, uma das maiores cidades do estado de São Paulo;
- O nome científico da aranha Caranguejeira, Vitalius sorocabae, foi criado como uma homenagem a Vital Brazil
- É o patrono do Centro Acadêmico (C.A.Vital Brazil) e da Associação Atlética Acadêmica (A.A.A.Vital Brazil) dos alunos da  Faculdade de Medicina de Sorocaba, da Pontifícia Universidade Católica de São Paulo;